# Ideenflucht
Ideenflucht bezieht sich auf die beschleunigten und flüchtigen Gedankenmuster, die häufig in manischen, hypomanischen oder gemischten Episoden auftreten. Am häufigsten wird Ideenflucht bei Menschen mit bipolarer Störung beobachtet, aber auch Personen mit ADHS, Schizophrenie und Delir können davon betroffen sein. Bei Ideenflucht handelt es sich um eine formale Denkstörung, bei der der Denkablauf und die gedankliche Ordnung betroffen sind.
Betroffene erleben die Ideenflucht als Gedankenrasen.

## Beschreibung
Ideenflucht ist eine Störung im Denkablauf, die durch rasche und vom einen zum nächsten springende Gedanken gekennzeichnet ist. In der Kommunikation wechseln Betroffene häufig das Thema und bringen begonnene Gedanken nicht effizient zu Ende. In dieser wechselhaften Gesprächsstruktur ist zwar ein thematischer roter Faden erkennbar und die aufeinanderfolgenden Gedanken scheinen nachvollziehbar, jedoch zeigen sich dabei Schwierigkeiten, konzentrierte und abgeschlossene Dialoge zu führen. Diese sprunghafte Natur der Ideenflucht wird häufig als „vom Hundertsten ins Tausendste kommen“ bezeichnet.
Im Allgemeinen beschreiben Personen, die unter Ideenflucht leiden, diese als eine Reihe unkontrollierter Gedanken und Erinnerungen mit schnell wechselndem Charakter. Außenstehende nehmen diese flüchtigen Denkstrukturen im Gespräch mit den Betroffenen wahr. Meist stehen diese Gedanken im Zusammenhang miteinander, da ein Punkt zum nächsten führt und miteinander assoziiert ist.
Eine Person, die an akuter Ideenflucht leidet, hat dabei wenig bis keine Kontrolle über ihre veränderten Gedankengänge.

## Assoziierte Störungen
Ideenflucht wird am häufigsten mit dem bipolaren Störungsbild zusammenhängend beschrieben, es stehen aber auch einige andere Zustände mit diesen flüchtigen Gedanken in Verbindung. Mit Ideenflucht assoziiert sind neben der bipolaren Störung, Aufmerksamkeitsdefizit Hyperaktivitätsstörung, Schizophrenie sowie Delir und Substanzmissbrauch.

### Bipolare Störung
Ideenflucht kann im Verlauf einer bipolarer Störung auftreten und ist häufig während manischen, hypomanischen und gemischten Episoden beobachtbar. Ideenflucht zählt im klinischen Kontext unter anderen als eines der Symptome zur Diagnostizierung einer bipolaren Störung. Zusätzlich zu Ideenflucht können auch andere damit verwandte Auffälligkeiten wie gedankliche Zerstreutheit oder erhöhter Rededrang Teil des Bipolaren Störungsbilds sein.

### Aufmerksamkeitsdefizit Hyperaktivitätsstörung
Ideenflucht, die in Verbindung mit ADHS steht, ist häufiger bei Erwachsenen beobachtbar. Solche rasenden Gedanken finden sich vermehrt abends sowie während der nächtlichen Ruhezeit und können folglich Schlafstörungen begünstigen oder verstärken.

### Schizophrenie
Ideenflucht kommt bei Schizophrenie als eine Dysfunktion des Denkens vor. Andere Denkstörungen wie Gedankenabreißen und Inkohärentes Denken können ebenfalls Teil des schizophrenen Störungsbilds sein. Da auch Sprachverarmung als eines der möglichen Symptome genannt wird, können die für Ideenflucht charakteristischen sprunghaften Gedanken von außen schwierig zu erkennen sein.

### Delir
Delir oder Delirium ist die akute Verschlechterung der kognitiven Funktionen und der Aufmerksamkeit. Diese Einschränkung der kognitiven Funktionen kann Ideenflucht als Symptom beinhalten. Die empfohlene Behandlung umfasst pflegerische sowie umweltbezogene Maßnahmen und, falls erforderlich, den Einsatz von Medikamenten.

### Substanzmissbrauch
Die mit Ideenflucht assoziierten Substanzen sind Alkohol, Cannabis und Amphetamine. Durch die Einnahme dieser Mittel können Zustände ausgelöst werden, die beispielsweise einer manischen Episode der bipolaren Störung ähneln. Die damit verbundenen möglichen Symptome umfassen dabei unter anderen Denkstörungen wie Ideenflucht.